# La madrastra (série télévisée, 1981)
Pour les articles homonymes, voir La madrastra.
Cet article concerne la série télévisée chilienne. Pour la série télévisée mexicaine, voir La Madrastra (série télévisée, 2005) et La madrastra (telenovela, 2022).
 (septembre 2024).
La Madrastra, était une telenovela chilienne diffusée en 1981 par UCTV.

## Acteurs et personnages
- Jael Unger : Marcia Espínola / Marcia Jones "La Madrastra"
- Walter Kliche : Esteban San Lucas
- Sonia Viveros : Claudia Molina
- Patricio Achurra : Leonelo Ibáñez
- Marés González : Luisa San Lucas
- Nelly Meruane : Dora San Lucas
- Sergio Urrutia : Miguel Ángel Molina
- Arturo Moya Grau : Saturnino Diez Cabezas "El Langosta"
- Ana María Palma : Ana Rosa Sáez
- Gonzalo Robles : Carlos Diez
- Tennyson Ferrada : Père Belisario
- Lucy Salgado : Casta de Molina
- Cristián Campos : Greco Molina
- Alberto Vega : Ricardo San Lucas
- Ramón Farías : Héctor San Lucas
- Claudia Di Girólamo : Luna San Lucas
- Jaime Vadell : Donato Fernández
- Gloria Münchmeyer : Estrella Sáez
- Mario Lorca : Boris Echaurren
- Silvia Santelices : Felisa Morán
- Yoya Martínez : Viviana "La Muda"
- Eduardo Naveda : Serafín Diez Cabezas
- Coca Guazzini : Hortensia
- Paz Irarrázabal : Leticia Jaramillo "La Condesa"
- Teresa Berríos : Julia, maid des San Lucas
- Humberto Gallardo : Luisín
- Eliana Vidiella : Jane
- Pedro Villagra : Gerardo Buendía
- María Izquierdo : Marcela
- Soledad Pérez : Nadia
- Osvaldo Bustamante : Raul

## Versions
- Vivir un poco (Televisa, 1985)
- Para toda la vida (Televisa, 1996)
- La madrastra (Televisa, 2005)
- La madrastra (Televisa, 2022)